# The Opportunists
The Opportunists es una película cómica/dramática del año 2000 protagonizada por Christopher Walken, con una aparición de Cyndi Lauper como Sally Mahon.

## Argumento
Victor “Vic” Kelly (Walken) es un trabajador mecánico de autos con un pasado criminal y muchas deudas. Cuando un supuesto primo de Irlanda lo visita, y su novia ofrece usar el dinero que hizo como modelo para ayudarlo, el mecánico decide jugarse la última carta para consegui dinero: un robo, junto al irlandés, para pagar sus deudas.